# Voß (Münsteraner Adelsgeschlecht)

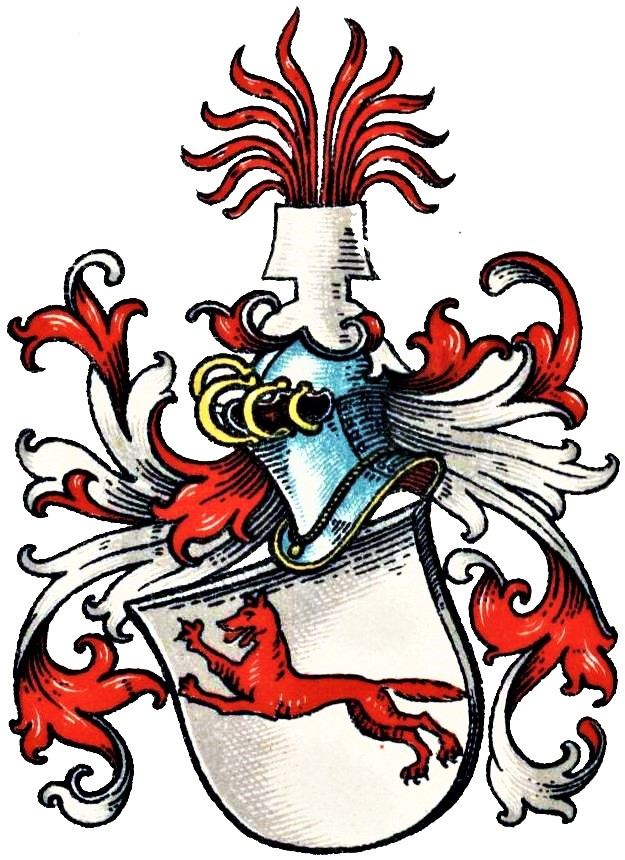
Wappen der Voß im Wappenbuch des Westfälischen Adels

Voß (lateinisch: rufus) ist der Name eines Erbmännergeschlechts.
Die Familie ist von gleichnamigen, auch wappenähnlichen Adelsgeschlechtern namens Voss zu unterscheiden.

## Geschichte
Das hier behandelte Geschlecht stammt aus Münster und war dort Teil des Stadtadels und Patriziats.
Vertreter der Familie findet sich insbesondere im 14. Jahrhundert unter den Münsteraner Ratsherren: Arnoldus Voss (1342), Henricus Voss (1328), Johannes Voss (1330–1333), Johannes Voss Jr. (1390) und Lambertus Voss (1328).
Zu Lehen hatte die Familie das Gut Darfeld, ein Besitz des Stifts St. Mauritz. Ein Albert Voss wird dort seit Mitte des 14. Jahrhunderts mit dem Gut Darfeld belehnt. Er war Bürger zu Münster und mit den dortigen Erbmannfamilien engstens verwandtschaftlich verbunden. Seine zwei Söhne starben aber schon zu seinen Lebzeiten ohne Nachkommen zu hinterlassen, sodass das Gut an einen Schwiegersohn kam.
In Münster ist zudem nach der Familie die Voßgasse benannt. Die Familie erlosch kurz nach 1500.

## Wappen
Blasonierung: In Silber ein schräg aufspringender roter Fuchs. Auf dem Helm ein silbernes Gefäß, aus dem zwölf rote Hahnenfedern hervorkommen. Die Helmdecken sind rot-silbern.